# Svaliava
Svaliava (tiếng Ukraina: Свалява) là một thành phố của Ukraina. Thành phố này thuộc tỉnh Zakarpattia. Thành phố này có diện tích ? km2, dân số theo điều tra dân số năm 2001 là 17145 người.

## Nhân khẩu
Theo cuộc điều tra dân số năm 2001, các dân tộc cư trú trong thành phố là:
- Người Ukraina (94.5%)
- Người Nga (1.5%)
- Người Hungary (0.7%)
- Người Slovak (0.6%)